# Paulo Cunha
Paulo César da Costa Cunha (Vila Nova de Gaia, 1º agosto 1980) è un ex cestista portoghese.
Alto 199 cm, giocava come ala.

## Carriera
Nel 2007 è stato convocato per gli Europei in Spagna con la maglia della nazionale di pallacanestro del Portogallo.

## Palmarès
- Coppa di Portogallo: 5

Porto: 2004, 2005, 2007, 2010
Vitória Guimarães: 2013